# Lulzim Basha
Lulzim Xhelal Basha (ur. 12 czerwca 1974 w Tiranie) – albański polityk, prawnik i samorządowiec, minister w różnych resortach, deputowany, w latach 2011–2015 burmistrz Tirany.

## Życiorys
Syn Xhelala i Remzije. Ukończył studia prawnicze (ze specjalizacją w zakresie prawa międzynarodowego publicznego) na Uniwersytecie w Utrechcie. Od maja 1998 do lipca 1999 pracował dla Międzynarodowego Trybunału Karnego dla byłej Jugosławii jako członek zespołu badającego zbrodnie wojenne Serbów w Kosowie. W latach 2000–2005 pełnił różne funkcje w departamencie sprawiedliwości misji UNMIK w Kosowie, m.in. specjalnego doradcy (od 2002).
W 2005 wszedł w skład prezydium Demokratycznej Partii Albanii. Był też rzecznikiem partii w czasie kampanii wyborczej do parlamentu. W wyborach w tymże roku uzyskał mandat deputowanego do Zgromadzenia Albanii, w 2009 z powodzeniem ubiegał się o reelekcję. Od września 2005 do maja 2007 zajmował stanowisko ministra robót publicznych, transportu i telekomunikacji w gabinecie premiera Salego Berishy. W maju 2007 przeszedł na funkcję ministra spraw zagranicznych w tym samym rządzie. Pełnił ją do czasu września 2009, kiedy to po utworzeniu nowego gabinetu po wyborach parlamentarnych w nowym gabinecie dotychczasowego premiera objął stanowisko ministra spraw wewnętrznych. Urząd ten sprawował do kwietnia 2011. W kolejnym miesiącu w wyborach samorządowych 2011 kandydował na burmistrza Tirany. W głosowaniu niewielką większością głosów zwyciężył z ubiegającym się o wybór na czwartą kadencję Edim Ramą.
W 2013 demokraci przegrali wybory i po ośmiu latach przeszli do opozycji. Sali Berisha zrezygnował z kierowania partią. W lipcu tegoż roku Lulzim Basha stanął na czele Demokratycznej Partii Albanii. W 2015 nie startował w wyborach lokalnych. W 2017 i 2021 wybierany ponownie do Zgromadzenia Albanii, kierowana przez niego formacja pozostała jednak w opozycji.
W marcu 2022 zrezygnował z przywództwa w partii. W ugrupowaniu doszło do sporu odnośnie do przywództwa. W lipcu 2023 Lulzim Basha formalnie przejął ponownie kierownictwo w partii, w czerwcu 2024 sąd orzekł jednak na korzyść jego konkurenta Saliego Berishy. Współtworzył następnie ze swoimi zwolennikami nową formację pod nazwą Demokratët Euroatlantikë.